# Turan Ceylan
Turan Ceylan (česky Turan Džejlan), (* 12. června 1968 v Tokatu, Turecko) je bývalý turecký zápasník – volnostylař. S volným stylem začínal v 10 letech. Připravoval se v Ankaře pod vedením Yakupa Topaze. V turecké seniorské reprezentaci se pohyboval od konce osmdesátých let, ale na pozici reprezentační jedničky se prosadil až od roku 1993. V roce 1994 získal před domácím publikem titul mistra světa. V roce 1996 se však na olympijských hrách v Atlantě s formou nepotkal. Prohrál oba své zápasy a skončil v poli poražených. Sportovní kariéru ukončil v roce 1997. Věnuje se trenérské práci, jeho nejznámějším svěřencem je Aydın Polatçı.